# Kino familijne
Kino familijne – blok programowy programu drugiego Telewizji Polskiej, który był obecny na antenie do końca lat 80.
Początkowo emitowany w sobotnie popołudnia, w połowie lat 80., został przeniesiony na niedzielę, około godziny 14.00. W ramach niego, w porze obiadowej, pokazywano seriale familijne (rzadziej – filmy).

## Filmy i seriale z Kina familijnego
~ lista niepełna ~
- Anna balerina
- Autostrada do nieba
- Daktari
- Domek na prerii
- Niebezpieczna zatoka
- Ojciec Murphy
- Robin z Sherwood
- Sindbad
- Skarb w ziemi niczyjej